# لويل جورج
لويل جورج (بالإنجليزية: Lowell George) هو عازف قيثارة وملحن وموسيقي ومغني ومنتج أسطوانات وكاتب أغاني ومغن مؤلف أمريكي، ولد في 13 أبريل 1945 في هوليوود في الولايات المتحدة، وتوفي في 29 يونيو 1979 في مقاطعة أرلنغتون في الولايات المتحدة بسبب قصور القلب.

## وصلات خارجية
- لويل جورج على موقع IMDb (الإنجليزية)
- لويل جورج على موقع ميوزك برينز (الإنجليزية)
- لويل جورج على موقع أول ميوزيك (الإنجليزية)
- لويل جورج على موقع ديسكوغز (الإنجليزية)